# Izquierda Democrática Independiente
Izquierda Democrática Independiente (abreviatura IDI), fue grupo político uruguayo de izquierda, participante del Frente Amplio.

## Orígenes
Poco después de que el Frente Amplio comparece en las elecciones de 1971, se dibujan cuatro grandes agrupaciones en su seno: PCU, PDC, PSU y "la Corriente", este último integrado por Unión Popular, la lista 99, los GAU y el Movimiento 26 de Marzo. Dos años después sobrevendría la dictadura cívico-militar.

## Surgimiento
Transcurre la dictadura, y de cara a las venideras elecciones de 1984, el Frente Amplio fue parcialmente desproscripto por los militares para habilitarlo a comparecer en los comicios. Varios dirigentes permanecían encarcelados o exiliados. En ese contexto, se recrean los grupos más organizados; la Lista 99 liderada por Hugo Batalla adopta una expresión propia, más moderada; pero los otros grupos carecen de expresión propia, decidiendo finalmente comparecer en conjunto. Es también el caso del movimiento Pregón, que en 1971 había comparecido en la Lista 99. Algunos dirigentes del por entonces proscripto Partido por la Victoria del Pueblo también participan.
La IDI presentó una lista al Senado encabezada por Alba Roballo del movimiento Pregón, y la plancha a diputados por Montevideo fue encabezada por Nelson Lorenzo Rovira de Unión Popular; fue el único diputado electo por este sector para el periodo 1985-1990.

## Epílogo
Luego de 1985, con otro panorama político y numerosos grupos de izquierda actuando con plena legitimidad, la IDI sufre no pocos desgajamientos: Unión Popular se acerca al Movimiento 20 de Mayo, Pregón se asocia electoralmente con el PCU, el 26 de marzo emprende un camino propio, el PVP y otros grupos se asocian al MLN-T (recién admitido en el Frente Amplio) para fundar el MPP. Lo que queda de la IDI, mayormente universitarios e intelectuales, deciden unirse con Artiguismo y Unidad (escindidos del PDC), se les suman figuras independientes como Mariano Arana y Alberto Couriel, y así nace la Vertiente Artiguista.